# Allan (live)
Pour les articles homonymes, voir Allan.
Singles de Mylène Farmer
À quoi je sers...
(1989) Plus grandir (Live)
(1990)
Allan (Live) est le premier single de Mylène Farmer enregistré en public. Sorti le 4 décembre 1989, c'est le premier extrait de l'album Mylène Farmer en concert, qui retrace la première tournée de la chanteuse, effectuée en 1989.
Écrit par Mylène Farmer et composé par Laurent Boutonnat, le titre est un hommage à l'écrivain américain Edgar Allan Poe, l'une des principales figures du romantisme américain et l'un des pionniers du roman fantastique.
La version studio de la chanson figurait déjà sur l'album Ainsi soit je..., sorti en 1988.

## Contexte et écriture

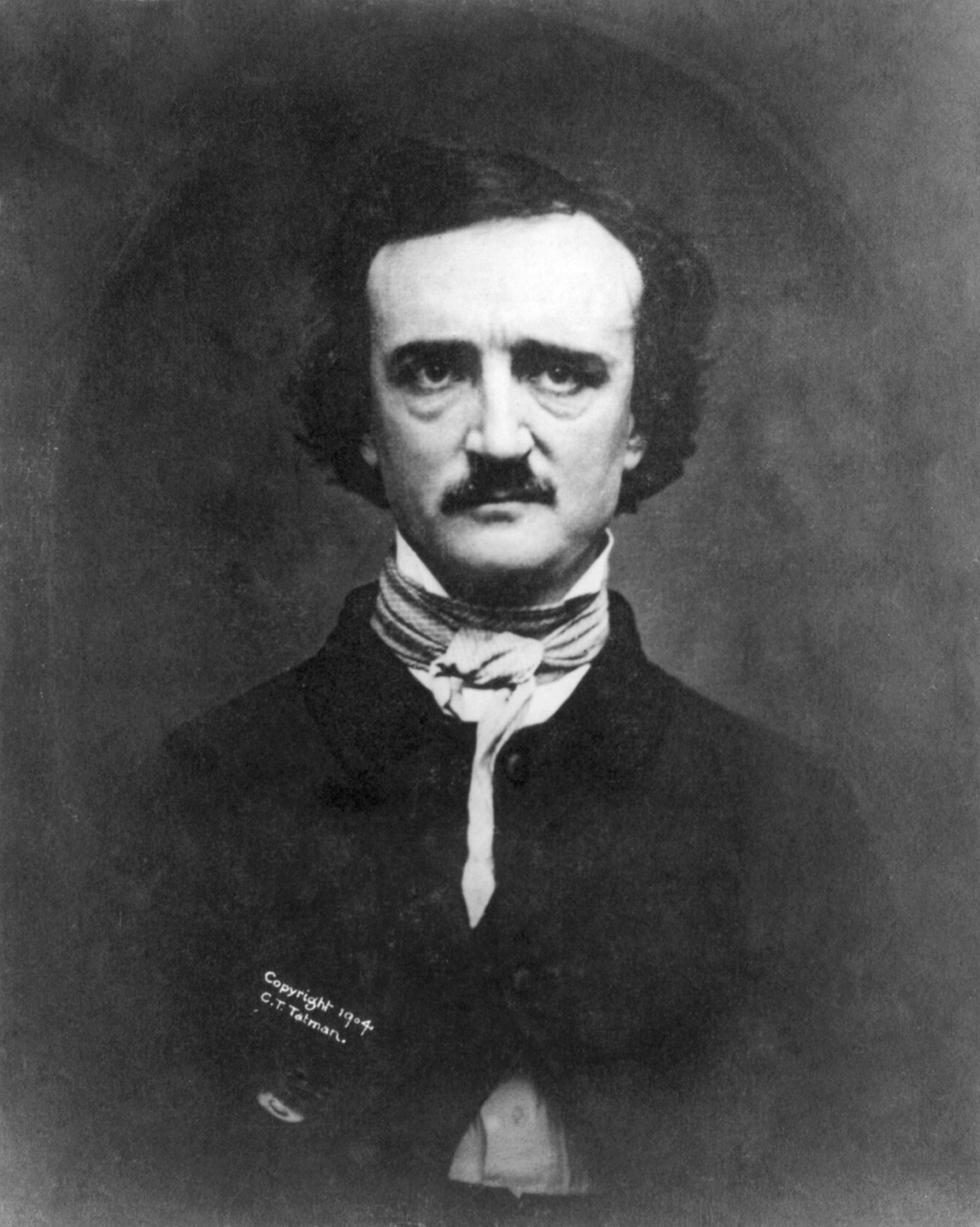
Edgar Allan Poe.

En 1989, portée par l'énorme succès de son album Ainsi soit je... vendu à plus d'un million d'exemplaires, Mylène Farmer entame sa première tournée. Comprenant une quarantaine de dates, dont sept soirs au Palais des Sports de Paris et deux à Bercy, la tournée est un triomphe.
Parmi les titres interprétés lors de cette tournée, figure Allan, une chanson présente sur l'album Ainsi soit je..., sorti en 1988.
Écrit par Mylène Farmer, le texte rend hommage à l’écrivain américain Edgar Allan Poe, l'une des principales figures du romantisme américain et l'un des pionniers du roman fantastique.

La chanteuse fait notamment référence à Ligeia, une nouvelle publiée en 1838 qui sera incluse dans son recueil Histoires extraordinaires (qui fut traduit en français par Charles Baudelaire) : « L'étrange Ligeia renaît en moi, de tout mon être je viens vers toi ». La première phrase de la chanson, « Pauvres poupées qui vont, qui viennent », est d'ailleurs extraite de la nouvelle Ligéia.
La musique et les arrangements sont signés Laurent Boutonnat.
Déjà salué par la critique lors de la sortie de l'album Ainsi soit je..., Allan est alors choisi pour être le premier extrait de l'album Live Mylène Farmer en concert, qui paraît en décembre 1989.

## Sortie et accueil critique
Le single sort le 4 décembre 1989 (le même jour que l'album Mylène Farmer en concert), dans une version raccourcie par rapport à celle présente sur l'album, l'introduction jazzy ayant été supprimée. Sur la face B, figure Psychiatric, un titre inédit.

### Critiques
- « Une superbe chanson. Mélodie, interprétation, arrangements ne sont que subtilités. » (Graffiti)[3]
- « L'un de ses plus beaux morceaux. » (Le Mag)[4]
- « À mi-chemin de l'imaginaire et de la réalité, entre faux-semblants et fantasmes réels. » (Gai pied)[5]
- « Ce titre prouve que même sur scène Mylène Farmer reste un des grands noms de la chanson française. » (Maxi Fun)[6]

## Vidéo-clip
Réalisé par Laurent Boutonnat, le clip mêle des images de l'interprétation de la chanson en concert (filmée en octobre 1989 au Forest National de Bruxelles) avec des plans tournés en janvier 1990 dans un champ à Marne-la-Vallée.

### Synopsis

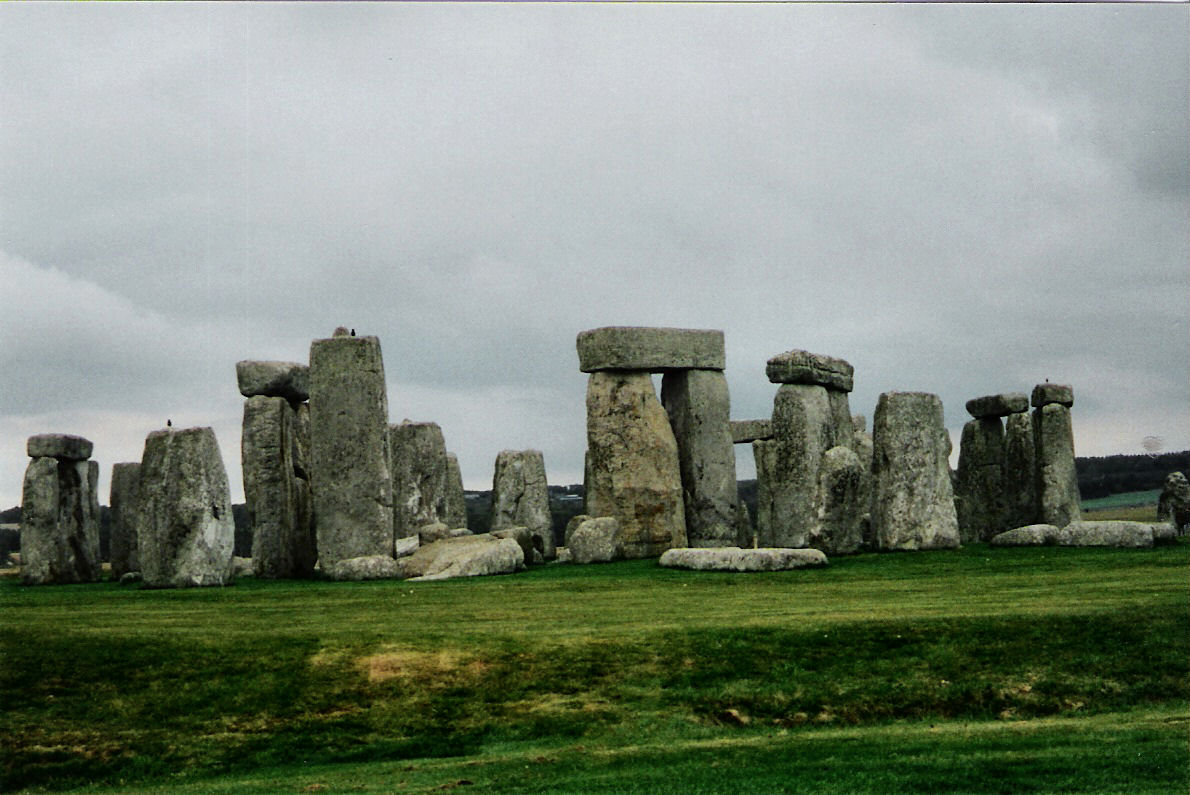
Le décor du Tour 89 est inspiré par le monument de Stonehenge.

Les premières secondes présentent le décor du concert : une grille (présente sur l'affiche de la tournée), derrière laquelle se trouvent plusieurs pierres tombales rappelant le monument de Stonehenge.
Le moine, qui ouvrait les grilles au début du spectacle, s'approche du décor et se met à le brûler avec un lance-flammes.
Les images de flammes se confondent alors avec celles de la foule. La silhouette de la chanteuse apparaît, se confondant avec son interprétation de la chanson sur scène.

De nouvelles images se superposent à la prestation scénique, comme un portrait d’Edgar Allan Poe se consumant ou encore des plans d’un cheval blanc agité et hennissant, rappelant la nouvelle Metzengerstein.
D'autres séquences ont été tournées mais celles-ci n'ont finalement pas été retenues, notamment des plans montrant les danseuses du Tour 89 dans un bassin de boue.

## Promotion
Mylène Farmer n'effectuera aucune promotion pour la sortie de ce single.
Elle avait toutefois déjà interprété le titre (en version studio) en mai 1988 lors de la sortie de l'album Ainsi soit je..., dans l'émission Fête comme chez vous sur Antenne 2.

## Classements hebdomadaires
Au début de l'année 1990, Allan (Live) atteint la 12e place des classements radios et la 32e place du Top 50, où il reste classé durant 8 semaines.

Bien que Mylène Farmer ne fasse aucune promotion pour le single ni pour l'album Live, ce dernier sera certifié double disque d'or en trois mois.
En 2018, le titre atteint la 10e place des ventes de singles en France à la suite de la réédition du Maxi 45 tours par Universal.
| Classement (1989-1990) | Meilleure position |
| ---------------------- | ------------------ |
| France (Ventes)        | 32                 |
| France (Radios FM)     | 12                 |
| Europe (Ventes)        | 99                 |

| Classement (2018) | Meilleure position |
| ----------------- | ------------------ |
| France (Ventes)   | 10                 |

## Liste des supports
| A. | Allan (Live Edit)            | Mylène Farmer | Laurent Boutonnat | 4:45 |
| B. | Psychiatric (New Beat Remix) | Mylène Farmer | Laurent Boutonnat | 4:00 |

| A.  | Allan (Extended Mix)         | 7:57 |
| B1. | Psychiatric (New Beat Remix) | 5:01 |
| B2. | Allan (Live Edit)            | 5:14 |

## Crédits
- Paroles : Mylène Farmer
- Musique et production : Laurent Boutonnat
- Claviers : Bruno Fontaine
- Batterie : Yves Sanna
- Percussions : Philippe Draï
- Guitare : Slim Pezin
- Basse : Christian Padovan
- Choristes : Carole Fredericks et Beckie Bell
- Prise de son et mixage : Thierry Rogen
- Mixé au Studio Mega
- Éditions : Bertrand Le Page et PolyGram Music[16]

## Interprétations en concert
Allan n'a été interprété en concert que lors de la première tournée de Mylène Farmer, en 1989.

## Albums et vidéos incluant le titre

### Albums de Mylène Farmer
| Année | Album            | Version                                     | Durée     | Certifications de l'album |
| 1988  | Ainsi soit je... | Version Album Instrumental (réédition 2024) | 4:46 4:48 | Diamant · Or · Or         |
| 1989  | En concert       | Live 1989                                   | 6:50      | 2 × Or                    |
| 1992  | Dance Remixes    | Extended Mix                                | 7:57      | 2 × Or                    |
| 2021  | Plus grandir     | Version Single Live Edit Vidéo-clip Live    | 3:52 4:45 | Platine                   |
| 2025  | 86-97            | Version Album                               | 4:49      |                           |

### Vidéos de Mylène Farmer
| Année | Vidéo              | Version         | Durée | Certifications de la vidéo |
| 1990  | Les clips vol. III | Vidéo-clip Live | 4:45  | 2 × Platine                |
| 1990  | The Videos         | Vidéo-clip Live | 4:45  | -                          |
| 2001  | Music Videos (DVD) | Vidéo-clip Live | 4:45  | Diamant                    |

## Psychiatric

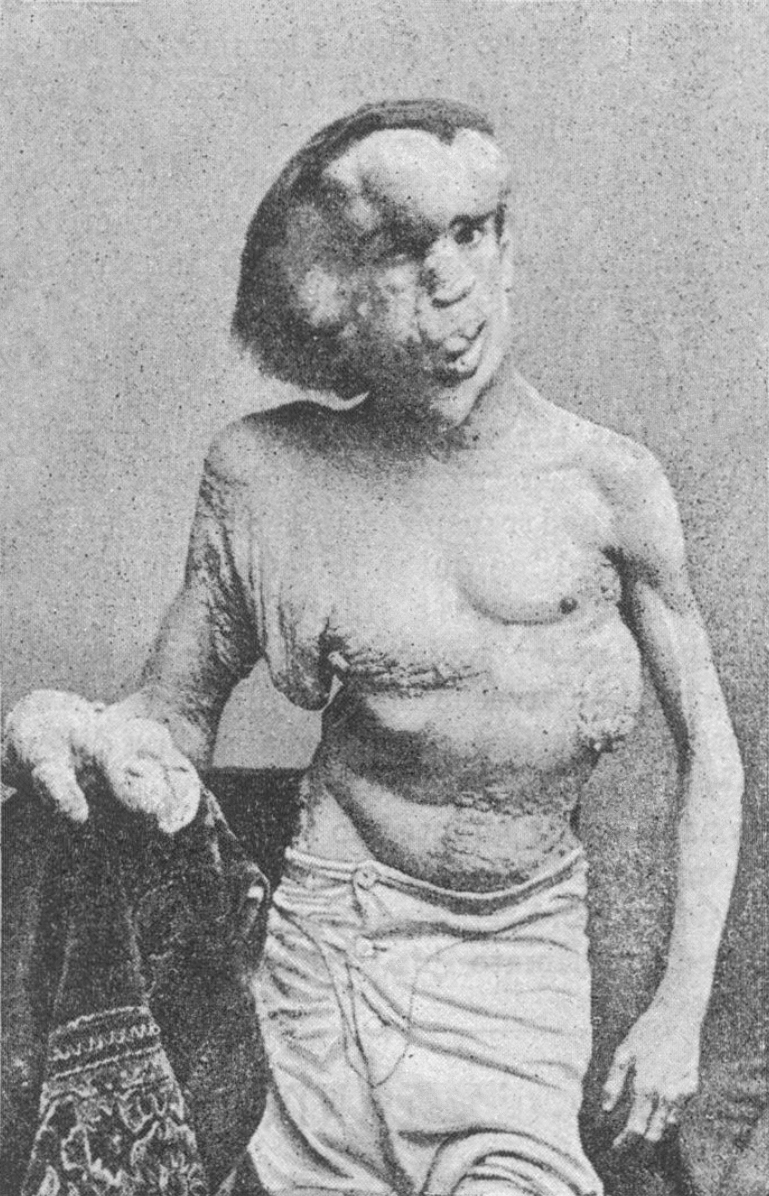
Le titre rend hommage au film Elephant Man de David Lynch.

Sur la face B du single Allan (Live), figure Psychiatric, un titre inédit chanté en anglais, écrit par Mylène Farmer et composé par Laurent Boutonnat.
Cette chanson, qui rend hommage au film Elephant Man de David Lynch, est principalement instrumentale : la voix de l'acteur John Hurt est samplée tout au long de la chanson, répétant plusieurs fois « I'm a human being, I'm not an animal ». Les seuls mots chantés par Mylène Farmer sont « It's easy this time to loose my mind ».
La chanteuse expliquera avoir écrit cette chanson après avoir vu un documentaire sur un asile d'aliénés en Grèce où les internés étaient abandonnés, livrés à eux-mêmes et réduits à un statut d'animal. « C’est un univers qui me fascine… Du moins cette imagerie de la psychiatrie. C’est passionnant parce que bouleversant et incompréhensible ».
Le titre sera inclus dans une version remixée sur l'album L'Autre..., en 1991. L'ingénieur du son Thierry Rogen déclarera : « Un délire de studio ! (...) Ce morceau a du se faire en dehors de l'album, peut-être après la première tournée et Laurent l'aimait beaucoup. D'où son choix de l'incorporer à l'album pour qu'il existe pleinement. »